# Skagaströnd (gmina)
Skagaströnd – gmina w północno-zachodniej Islandii, w regionie Norðurland vestra, położona nad zatoką Húnaflói, w zachodniej części półwyspu Skagi.

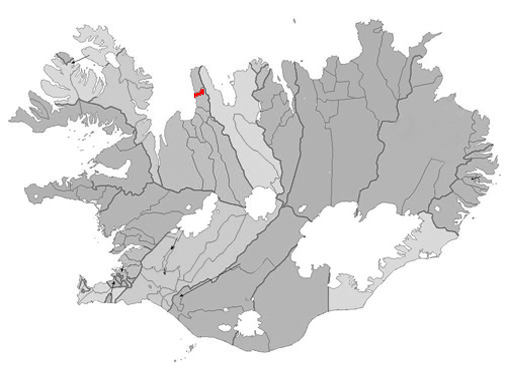
Położenie gminy Skagaströnd na mapie administracyjnej kraju

Najmniejsza pod względem powierzchni gmina w regionie. Zamieszkuje ją blisko 500 osób (2018), z tego nieomal wszyscy w głównej miejscowości gminy Skagaströnd. 
Atrakcją turystyczną gminy jest podlegający ochronie skalisty przylądek Spákonufellshöfði